# Баянжавын Дамдинжав
Баянжавын Дамдинжав (монг. Баянжавын Дамдинжав) — монгольский биатлонист и лыжник, участник двух зимних Олимпийских игр.

## Карьера
Баянжавын Дамдинжав представлял Монголию на зимних Олимпийских играх 1964 года в соревнованиях по биатлону и лыжным гонкам. В биатлонной индивидуальной гонке на 20 км он финишировал 38-м, став лучшим из монголов. В лыжной гонке на 30 км занял 60-е место, став худшим среди соотечественников, выступавших в этой дисциплине.
На Олимпийских играх 1968 года Баянжавын  представлял Монголию только в биатлоне. В индивидуальной гонке ему удалось повторить успех четырёхлетней давности – финишировать 38-м.

### Участие в Олимпийских играх
| Год  | Место проведения | Инд |
| 1964 | Инсбрук          | 38  |
| 1968 | Гренобль         | 38  |

| Год  | Место проведения | 15 км | 30 км | 50 км | Эст 4х10 км |
| 1964 | Инсбрук          | —     | 60    | —     | —           |